# Автошлях О 180501
Автошлях О 180501 - автомобільний шлях обласного значення у Рівненській області. Пролягає по Дубенському районі від села Рогізне до села Копань. Починається в селі Рогізне на перетині з Т 0303, проходить через село Глибока Долина. Закінчується в селі Копань на перетині з Т 1806.

## Маршрут
Автошлях проходить через такі населені пункти:
| Рівненська область       |
| Демидівська селищна рада |
| Рогізне Т 0303           |
| Глибока Долина           |
| Копань                   |
| Т 1806                   |

## Стан дороги
Покриття автодороги - бруківка. На ділянці від с. Глибока Долина до с. Копань влаштовано асфальтне покриття. Стан дороги незадовільний та потребує ремонту. В межах витрат на експлуатаційне утримання Служба автомобільних доріг у Рівненській області проводиться аварійний ремонт, розчистка узбіччя тощо.
Місцеві жителі неодноразово піднімають питання щодо проведення ремонту автодороги. Також адвокаційну кампанію проводила ГО "Сприяння розвитку села", надаючи підтримку у підготовці необхідних документів.
У 2020 році проведено поточний ремонт ділянки дороги протяжністю 700 м по вул. Копанській у с. Копань.